# Mihail Cristi
Mihail Cristi (în rusă Кристи Михаил Петрович; n. 1875, Ismail, România – d. 27 septembrie 1956, Moscova, RSFS Rusă, URSS) a fost un revoluționar rus și om de stat sovietic.

## Biografie
S-a născut în Ismail, în sudul Basarabiei (teritoriu cunoscut atunci ca Cahul, Bolgrad și Ismail), pe atunci în componența Principatelor Unite ale Moldovei și Țării Românești (actualmente în Ucraina), în familia unui funcționar al conducerii orașului, originar din Macedonia. La scurt timp după nașterea sa, familia s-a mutat în Crimeea, unde a și absolvit liceul. Din 1895, a colaborat cu ziare locale, apoi a devenit redactor și editor al mai multor publicații de curent liberal: Накануне („Cu o zi înainte”), Крымская газета („Ziarul Crimeei”) și Южный курьер („Curierul sudic”). În 1898-1899 a făcut serviciul militar.
A participat la activități politice începând cu anul 1893, devenind membru al Partidul Social-Democrat al Muncii (PSDMR) din 1898. În 1905, Cristi, la acea vreme fiind vocal al dumei din Kerci și liderul social-democraților din oraș, a participat activ la evenimentele revoluționare. În 1906, publicațiile sale au fost închise, iar editorul a fost judecat și arestat. A fost eliberat pe cauțiune, emigrând la scurt timp. Până în 1917 a locuit în Elveția, Franța, Austro-Ungaria, Italia. A fost educat la facultățile naturale și literare ale Universității din Lausanne.
În aprilie 1917, Cristi s-a întors clandestin în Rusia. În același an, a devenit membru al Prezidiului Sovietului din Kerci al Deputaților Muncitorilor și Țărănilor, din partea PSDMR. În anii 1918-1926, a servit în departamentul de instituții științifice și universități din Leningrad, din 1925 a fost șeful departamentului din oraș al Glavnauka (Direcția principală a instituțiilor științifice, artistice și muzeale). În acești ani, Cristi supraveghează organizarea Institutului de Radiologie și Raze X de Stat, a Institutului de Fizică și Tehnologie din Leningrad. În 1926, a fost numit șef-adjunct al Glavnauka și s-a mutat la Moscova.
La 27 noiembrie 1928, a fost numit director al Galerii Tretiakov prin decretul Glaviskusstvo (Direcția principală pentru literatură artistică și artă). A condus muzeul din 1928 până în 1933 și din 1934 până în octombrie 1937, iar în 1933-1934 a fost director-adjunct. În această perioadă, în Galeria Tretiakov au fost organizate un departament și un fond de artă antică rusă, care a devenit cea mai mare colecție și centru pentru restaurarea icoanelor.
În octombrie 1937, în timpul Marii Epurări a fost înlăturat din postul său și în scurt timp arestat. A fost eliberat în 1938. După care, până în 1948, a fost membru al consiliului de conducere al Uniunii Artiștilor Sovietici de la Moscova.
A murit la 27 septembrie 1956, fiind înmormântat la cimitirul Novodevici din Moscova. 
O stradă din Kerci îi poartă numele..